# Sindromul de abstinență alcoolică
Sindromul de abstinență la alcool reprezintă conglomeratul de simptome care apar atunci când o persoană care se oprește brusc sau reduce semnificativ aportul de alcool după o perioadă îndelungată de timp în care a consumat cantități mari de alcool.
Sindromul de abstinență la alcool poate cauza o combinație de simptome fizice și emoționale, de la anxietate ușoară și oboseală, la greață. Unele simptome ale sevrajului alcoolic sunt la fel de severe ca halucinațiile și convulsiile, punând viața în real pericol.

## Tratament
Benzodiazepinele sunt eficiente pentru gestionarea simptomelor, precum și pentru prevenirea convulsiilor. Anumite vitamine sunt, de asemenea, o parte importantă a gestionării sindromului de sevraj la alcool. La cei cu simptome severe este adesea necesară îngrijirea pacientului internat. La cei cu simptome mai mici, tratamentul la domiciliu poate fi posibil cu vizite zilnice la un furnizor de servicii medicale.

### Altele
Clonidina poate fi utilizată în combinație cu benzodiazepine pentru a ajuta unele dintre simptome. Nu se pot trage concluzii cu privire la eficacitatea sau siguranța baclofenului pentru sindromul de sevraj la alcool din cauza insuficienței și calității scăzute a dovezilor.